# Plesiocleidochasma cleidostomum
Plesiocleidochasma cleidostomum is een mosdiertjessoort uit de familie van de Phidoloporidae. De wetenschappelijke naam van de soort is voor het eerst geldig gepubliceerd in 1873 door Smitt.